# Olesia Alijewa
Olesia Murtazalijewna Alijewa (ros. Олеся Муртазалиевна Алиева, ur. 17 sierpnia 1977 w Kamiennomostskim) – rosyjska narciarka alpejska.

## Kariera
Po raz pierwszy na arenie międzynarodowej pojawiła się 19 stycznia 1995 roku w Krompachach, gdzie w zawodach FIS nie ukończyła pierwszego przejazdu w slalomie. W 1995 roku wystartowała na mistrzostwach świata juniorów w Voss, gdzie zajęła 44. miejsce w gigancie i 48. w slalomie. Podczas rozgrywanych rok później mistrzostw świata juniorów w Schwyz zajęła 30. miejsce w zjeździe i 43. w supergigancie.
W zawodach Pucharu Świata zadebiutowała 27 listopada 1998 roku w Lake Louise, gdzie zajęła 54. miejsce w zjeździe. Pierwsze pucharowe punkty wywalczyła 19 lutego 2000 roku w Åre, zajmując 27. miejsce w tej samej konkurencji. Na podium zawodów PŚ jedyny raz stanęła 5 marca 2000 roku w Lenzerheide, kończąc zjazd na drugiej pozycji. W zawodach tych wyprzedziły ją jedynie Corinne Imlig ze Szwajcarii i Niemka Petra Haltmayr. W sezonie 1999/2000 zajęła 79. miejsce w klasyfikacji generalnej.
Wystartowała na igrzyskach olimpijskich w Nagano w 1998 roku, gdzie zajęła 37. miejsce w supergigancie. Na rozgrywanych osiem lat później igrzyskach w Turynie zajęła 33. miejsce w zjeździe i 42. w supergigancie. Zajęła też między innymi 33. miejsce w zjeździe podczas mistrzostw świata w Vail/Beaver Creek w 1999 roku.

## Osiągnięcia

### Igrzyska olimpijskie
| Miejsce | Dzień     | Rok  | Miejscowość    | Konkurencja | Czas biegu | Strata | Zwyciężczyni       |
| ------- | --------- | ---- | -------------- | ----------- | ---------- | ------ | ------------------ |
| 37.     | 11 lutego | 1998 | Nagano         | Supergigant | 1:18,02    | +3,98  | Picabo Street      |
| 33.     | 12 lutego | 2002 | Salt Lake City | Zjazd       | 1:39,56    | +5,57  | Carole Montillet   |
| 42.     | 17 lutego | 2002 | Salt Lake City | Supergigant | 1:13,59    | +4,65  | Daniela Ceccarelli |
| DSQ1    | 22 lutego | 2002 | Salt Lake City | Gigant      | 2:30,01    | -      | Janica Kostelić    |

### Mistrzostwa świata
| Miejsce | Dzień       | Rok  | Miejscowość       | Konkurencja | Czas biegu | Strata | Zwyciężczyni          |
| ------- | ----------- | ---- | ----------------- | ----------- | ---------- | ------ | --------------------- |
| DNF     | 3 lutego    | 1999 | Vail/Beaver Creek | Supergigant | 1:20,53    | -      | Alexandra Meissnitzer |
| 33.     | 7 lutego    | 1999 | Vail/Beaver Creek | Zjazd       | 1:48,20    | +4,11  | Renate Götschl        |
| DNF     | 29 stycznia | 2001 | St. Anton         | Supergigant | 1:23,44    | -      | Régine Cavagnoud      |
| DNF     | 6 lutego    | 2001 | St. Anton         | Zjazd       | 1:36,20    | -      | Michaela Dorfmeister  |
| DNS2    | 9 lutego    | 2001 | St. Anton         | Gigant      | 2:19,01    | -      | Sonja Nef             |
| DNF1    | 8 lutego    | 2005 | Bormio            | Gigant      | 2:13,63    | -      | Anja Pärson           |

### Mistrzostwa świata juniorów
| Miejsce | Dzień     | Rok  | Miejscowość | Konkurencja | Czas biegu | Strata | Zwyciężczyni     |
| ------- | --------- | ---- | ----------- | ----------- | ---------- | ------ | ---------------- |
| 48.     | 18 marca  | 1995 | Voss        | Slalom      | 1:22,12    | +15,24 | Marlies Oester   |
| 44.     | 20 marca  | 1995 | Voss        | Gigant      | 2:02,46    | +14,33 | Karin Roten      |
| 30.     | 27 lutego | 1996 | Schwyz      | Zjazd       | 1:34,10    | +4,25  | Selina Heregger  |
| 43.     | 28 lutego | 1996 | Schwyz      | Supergigant | 1:31,50    | +7,29  | Sylviane Berthod |
| DNF2    | 29 lutego | 1996 | Schwyz      | Gigant      | 2:07,15    | -      | Karen Putzer     |
| DNF1    | 2 marca   | 1996 | Schwyz      | Slalom      | 1:43,79    | -      | Sandra Hälldahl  |

### Puchar Świata

#### Miejsca w klasyfikacji generalnej
- sezon 1999/2000: 79.
- sezon 2000/2001: 117.
- sezon 2002/2003: 123.

#### Miejsca na podium
1. Lenzerheide – 5 marca 2000 (zjazd) – 3. miejsce